# Schronisko „Na Iglicznej”

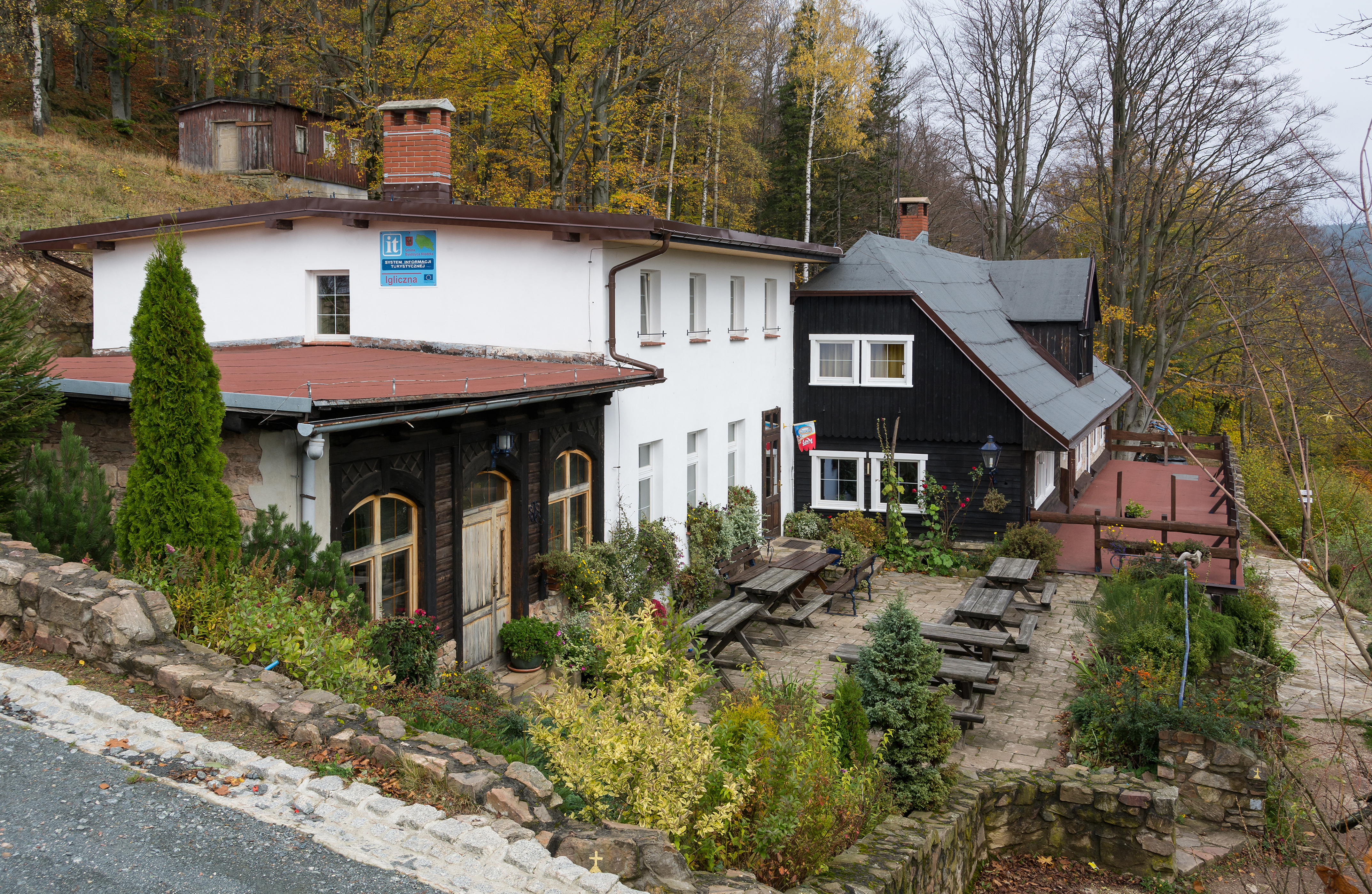
Schronisko „Na Iglicznej”

Schronisko „Na Iglicznej” – górskie schronisko turystyczne w Sudetach Wschodnich w Masywie Śnieżnika, w osadzie Góra Igliczna w woj. dolnośląskim, w pobliżu sanktuarium „Maria Śnieżna”, przy węźle szlaków turystycznych.

## Położenie
Schronisko „Na Iglicznej” położone jest na wysokości 820 m n.p.m. na południowo-wschodnim stoku Iglicznej (845 m n.p.m.). Z tarasu schroniska rozciąga się widok na Masyw Śnieżnika, a z punktu widokowego na galerii obok sanktuarium rozległa panorama na Rów Górnej Nysy, Góry Bystrzyckie, Góry Sowie i Góry Stołowe.

## Historia
Drewniano-murowany niewielki budynek wzniesiono w 1880. Początkowo pełnił funkcję gospody dla obsługi pielgrzymów przybywających do sanktuarium Marii Śnieżnej oraz turystów. Przebudowywano go i rozbudowywano wielokrotnie. Początkowo nosił nazwę Maria Schnee, a później Zur Schönen Aussicht, czyli Pod Pięknym Widokiem. Posiadał wtedy 12 pokoi z 25 miejscami noclegowymi oraz taras od wschodniej strony z szeroką panoramą na góry.
Po II wojnie światowej obiekt stał początkowo pusty, aż do 1950, gdy został przejęty przez Polskie Towarzystwo Turystyczno-Krajoznawcze. Uruchomiono w nim wtedy schronisko turystyczne z 34-37 miejscami noclegowymi noszące nazwę ”Maria Śnieżna”. Obecnie obiekt jest własnością prywatną i dysponuje 40 miejscami noclegowymi. Nosi nazwę „Na Iglicznej” ze względu na zastrzeżenie nazwy „Maria Śnieżna” przez gospodarzy pobliskiego sanktuarium maryjnego.

## Szlaki turystyczne
W pobliżu przechodzą następujące znakowane szlaki turystyczne:
- żółty z Bystrzycy Kłodzkiej do Międzygórza,
- zielony z Międzygórza na Czarną Górę i Przełęcz Puchaczówkę,
- czerwony z Wilkanowa (2 h) do Międzygórza (0:45 h) i dalej do Schroniska PTTK "Na Śnieżniku" (3:30 h),
- szlak konny z Bystrzycy Kłodzkiej do Hali pod Śnieżnikiem i Kletna.